# Tylozygus infulatus
Tylozygus infulatus är en insektsart som beskrevs av Nielson et Godoy 1995. Tylozygus infulatus ingår i släktet Tylozygus och familjen dvärgstritar. Inga underarter finns listade i Catalogue of Life.